# Per Gessle, en händig man på turné 2007
Per Gessle, en händig man på turné 2007 var en turné i Sverige, genomförd av Per Gessle och ett band under perioden 11 juli-12 augusti 2007 med premiär på Örjans vall i Halmstad och final på Sjöhistoriska i Stockholm.
De deltog i Allsång på Skansen den 3 juli 2007. Materialet var blandat, och mestadels från Per Gessles album Mazarin från 2003 och "En händig man" från 2007, samt Gyllene Tider. Den officiella sammanlagda åskådarsiffran för turnén blev 128 000.

## Deltagare
Med sig hade Per Gessle:
- Clarence Öfwerman, keyboards
- Christoffer Lundquist, gitarr
- Mats "MP" Persson, gitarr
- Helena Josefsson, körsång
- Jens Jansson, trummor
- Magnus Börjeson, bas